# Cappella Cantone
Cappella Cantone (Capéla in dialetto soresinese) è un comune italiano di 544 abitanti della provincia di Cremona in Lombardia.

È situato nel settore centro-occidentale della provincia, circa 20 chilometri a nord-ovest rispetto al capoluogo.
È un comune sparso: la sede comunale è in località Santa Maria dei Sabbioni; gli altri due nuclei che compongono il comune sono Cappelle ed Oscasale, posti rispettivamente 1,5 chilometri a sud e 1 chilometro a nord rispetto al capoluogo comunale.

## Storia
La fondazione di Cappella Cantone risale all'epoca romana. All'epoca era un piccolo borgo agricolo chiamato Cappa che era attraversato da un'importante strada romana, la via Regina.

### Simboli
Lo stemma e il gonfalone sono stati concessi con decreto del presidente della Repubblica del 7 marzo 2001.
Il gonfalone è un drappo rettangolare di giallo.

## Società

### Evoluzione demografica
Abitanti censiti

La popolazione straniera residente al 31 dicembre 2015 era di 39 persone, pari al 6,78% della popolazione.

## Amministrazione
| Periodo        | Periodo        | Primo cittadino      | Partito      | Carica  | Note |
| -------------- | -------------- | -------------------- | ------------ | ------- | ---- |
| 23 aprile 1995 | 12 giugno 2004 | Franco Chiozzi       | centro       | sindaco |      |
| 12 giugno 2004 | 26 maggio 2019 | Pierluigi Tadi       | lista civica | sindaco |      |
| 27 maggio 2019 | 9 giugno 2024  | Francesco Monfredini | lista civica | sindaco |      |
| 9 giugno 2024  | in carica      | Francesco Monfredini | lista civica | sindaco |      |